# 额尔德内巴特·别赫巴亚尔
额尔德内巴特·别赫巴亚尔（1992年8月13日—），蒙古男子摔跤运动员，2015年世界摔跤锦标赛男子自由式57公斤级铜牌得主、2017年世界摔跤锦标赛男子自由式57公斤级铜牌得主、2018年亚洲运动会男子自由式57公斤级金牌得主。